# Vila (Familienname)
Vila ist ein spanischer und portugiesischer Familienname. Im Katalinischen gibt es zudem den Familiennamen Vilà.

## Herkunft und Bedeutung
Vila (deutsch: Stadt oder Dorf) ist ein Wohnstättenname für jemanden, der aus einer Stadt oder einem Dorf kam.

## Namensträger
- Alberto Vila (1903–1981), uruguayischer Tangosänger und Schauspieler
- Alejandro Vila (* 1961), argentinischer Dirigent, Pianist und Fagottist
- Alexis Vila (* 1971), kubanischer Ringer und Mixed-Martial-Arts-Kämpfer
- Andrés Rodríguez Vila (* 1973), uruguayischer Schachspieler
- Antonio Vila-Coro (1895–1977), spanischer Wasserballspieler
- Begoña Vila (* 1963), spanische Astrophysikerin
- Bob Vila (* 1946), kubanisch-US-amerikanischer Fernsehmoderator
- Carlos Manuel García Vila (1893–1919), dominikanischer Geiger und Musikpädagoge
- Carlos Torres Vila (1946–2010), argentinischer Sänger
- Carme Vilà i Fassier (* 1937), katalanische Pianistin und Musikpädagogin
- Carola Vila Obiols (* 1999), andorranische Skilangläuferin
- Cirilo Vila Castro (1937–2015), chilenischer Pianist, Dirigent, Komponist
- Dídac Vilà (* 1989), spanischer Fußballspieler
- Elsa Artadi i Vila (* 1976), spanische Ökonomin und Politikerin
- Emili Vilalta i Vila, katalanischer Komponist, Pianist und Musikpädagoge
- Enrique Vila-Matas (* 1948), spanischer Schriftsteller
- Francisco Vila (* 1975), spanischer Radrennfahrer
- Héctor Vila (* 1962), peruanischer Geistlicher, katholischer Bischof von Whitehorse in Kanada
- Irma Vila (1916–1993), mexikanische Sängerin und Schauspielerin
- Joan Vila i Grau (1932–2022), katalanischer Maler und Glasmaler
- Joan Vilà i Moncau (1924–2013), katalanischer Maler
- Joan Vilà Valentí (1925–2020), spanischer Geograph
- Jonathan Vila (* 1986), spanischer Fußballspieler
- Josesito García Vila (1888–1919), dominikanischer Pianist und Komponist
- Josep Maria de Garganta i Vila-Manyà (1878–1928), katalanischer Dichter und Lyrikübersetzer
- Julio Vila y Prades (1873–1930), spanischer Maler
- Laura Vila (* 2001), peruanische Leichtathletin
- Lucas Vila (* 1986), argentinischer Hockeyspieler
- Margarida Vila-Nova (* 1983), portugiesische Schauspielerin
- Martinho da Vila (* 1938), brasilianischer Sänger, Songwriter, Autor und Journalist
- Matias Vila (* 1979), argentinischer Hockeyspieler
- Mauro Vila (* 1986), uruguayischer Fußballspieler
- Muhamet Vila (1928–2002), albanischer Fußballspieler und -trainer
- Octavi Vilà Mayo (* 1961), spanischer Ordensgeistlicher, Abt und Bischof von Girona
- Rafael Subirachs i Vila (* 1948), katalanischer Sänger, Liedermacher und Komponist
- Rodrigo Vila (* 1981), argentinischer Hockeyspieler
- Santi Vila i Vicente (* 1973), spanischer Historiker und Politiker
- Sergio Vila-Sanjuán (* 1957), spanischer Journalist und Autor